# Judgement Day (banda)
Judgement Day es un grupo de metal compuesto por un violinista, un violoncelista y un baterista. El grupo es originario de Oakland (California, Estados Unidos). Fue fundado en el 2002 por los hermanos Anton y Lewis Patzner.

## Miembros
- Anton Patzner - violín
- Lewis Patzner - violoncelo
- Jon Bush - batería

## Discografía
- 2003 - Acoustic Ep (épuisé)
- 2004 - Dark Opus
- 2008 - Opus 3: Acoustic
- 2009 - Out of the Abyss: Live on Tape (7" single)
- 2010 - Peacocks / Pink Monsters

### Recopilación
- 2005 - The NorCal Compilation 2005, título: "Noae Kaedae"[1]

### Colaboraciones
- 2006 - Taking Back Sunday - Louder Now, título: "My Blue Heaven"
- 2006 - The Matches - Decomposer, título: "Salty Eyes"
- 2007 - The Color Fred - Bend To Break, títulos: "It Isn't Me"; "I'll Never Know"
- 2009 - Pete Yorn - Back and Fourth
- 2009 - dredg - The Pariah, the Parrot, the Delusion, título: "Long Days And Vague Clues"
- 2010 - Slash - Slash[2]